# Scaevola humilis
Scaevola humilis är en tvåhjärtbladig växtart som beskrevs av Robert Brown. Scaevola humilis ingår i släktet Scaevola och familjen Goodeniaceae. Inga underarter finns listade i Catalogue of Life.